# Comes with the Fall
Comes with the Fall — американський рок-гурт з Атланти, штат Джорджія, створений 1999 року. З 2001 року до його складу входили Вільям Дюваль (вокал, гітара), Адам Стенджер (бас) і Беван Девіс (ударні). Ніко Константін був другим гітаристом гурту аж до свого відходу в 2001 році. Музиканти виступали разом із Джеррі Кантреллом під час туру на підтримку його сольного альбому Degradation Trip у 2002 році. 2006 року Дюваль приєднався до Alice in Chains як вокаліст і гітарист.
Comes with the Fall випустили три студійні альбоми - Comes with the Fall (2000), The Year is One (2001) і Beyond the Last Light (2007), а також мініальбом The Reckoning (2006) і концертний альбом Live 2002 (2002).

## Історія
У 1996 році Вільям Дюваль разом із гітаристом Ніко Константіном, басистом Джеффрі Блаунтом і барабанщиком Беваном Девісом заснував глем-поповий гурт Madfly в Атланті, штат Джорджія. Після виходу двох альбомів, Get the Silver і White Hot in the Black, 1999 року гурт змінив назву на Comes with the Fall, яку було взято з фільму Дитина Розмарі. Разом із цим Джеффрі Блаунта замінив бас-гітарист Адам Стенджер. Дюваль порівнював звучання гурту з «Джефом Баклі, якого переслідує Black Sabbath».
Через рік гурт записав свій однойменний альбом, після чого переїхав до Лос-Анджелеса, штат Каліфорнія. За словами музикантів, в Атланті гурт відіграв практично у всіх клубах і не знайшов підтримки для подальшого розвитку. Через місяць після переїзду Comes with the Fall до Лос-Анджелеса, гітарист Alice in Chains Джеррі Кантрелл, якому подобався гурт, приєднався до них на сцені під час кількох концертів. Дебютний альбом вийшов того ж року на лейблі Дюваля DVL.
До 2001 року Константін залишив гурт, щоб заснувати власний колектив Program the Dead, а Comes with the Fall були обрані для розігріву для сольного туру Джеррі Кантрелла. Коли колеги по групі Кантрелла басист Роберт Трухільйо і барабанщик Майк Бордін не змогли виступити на концертах, він запросив Стенджера і Девіса виступити як сесійних музикантів. Вони гастролювали з Кантреллом протягом 2001 року.
The Year is One, другий альбом гурту, вийшов наприкінці 2001 року і отримав позитивні відгуки. Наступного року Comes with the Fall виступали на розігріві у Джеррі Кантрелла під час концертного туру на підтримку Degradation Trip, другого сольного альбому гітариста. Перед початком турне, 20 квітня 2002 року вокаліст Alice in Chains Лейн Стейлі був знайдений мертвим у своєму кондомініумі від передозування наркотиків. Comes with the Fall виступали з Кантреллом протягом 2002 року. Того ж року вони випустили концертний альбом під назвою Live 2002.
У 2003 році Comes with the Fall гастролювали з гуртом Dropsonic. Під час туру Девіс покинув гурт, щоб приєднатися до Danzig. Його підмінив барабанщик Браян Гантер, який виступав з обома гуртами - Dropsonic і Comes with the Fall. Хоча Девіс був оголошений офіційним членом Danzig, він залишався в складі Comes with the Fall, оскільки Дюваль стверджував, що його від'їзд був тимчасовим. Група випустила концертний DVD Live Underground 2002 ближче до кінця року і збиралася записати і випустити новий альбом.
У 2004 році Девіс записав з Danzig альбом Circle of Shakes. Наступного року він разом з Еріком Довером приєднався до кавер-групи Джеррі Кантрелла і Біллі Даффі Cardboard Vampyres, а потім став учасником гурту Патріка Лахмана The Mercy Clinic.
У листопаді 2005 року Дюваль заявив, що Comes with the Fall завершили роботу над новим альбомом з робочою назвою Beyond the Last Light, і сподівався випустити його в січні 2006 року. Пісні з альбому були доступні на сторінці гурту в MySpace в лютому 2006 року, в той час, як Дюваль разом з іншими запрошеними вокалістами виступали з Alice in Chains, які возз'єдналися з благодійним концертом для жертв цунамі в Індійському океані. Дюваль виконав пісню Rooster разом з Енн Вілсон з Heart.
Коли 2006 року Alice in Chains вирушили в концертний тур у пам'ять про Лейна Стейлі, Дюваля запросили виступити як фронтмена. У цей час Comes with the Fall випустили EP The Reckoning.
У лютому 2007 року гурт оголосив про концертний тур, останній за останні три з половиною роки, представивши матеріал з EP, а також свій невиданий альбом. Того ж року вони випустили Beyond the Last Light, який отримав позитивні відгуки критиків. Того ж року Дюваль продовжував виступати з Alice in Chains під час туру з Velvet Revolver, в той час, як Девіс тимчасово приєднався до Static-X, замінивши травмованого барабанщика Ніка Оширо, а також підміняв Бенні Кансіно з Invitro під час концертів Family Values Tour. Своєю чергою, Стенджер виступав із The Young Royal. Оскільки всі учасники гурту брали участь у сторонніх проєктах, Comes with the Fall фактично призупинили існування.
До 2008 року Дюваль став офіційним учасником Alice in Chains. 29 вересня 2009 року вийшов Black Gives Way to Blue, четвертий альбом гурту, перший студійний запис з часів релізу Alice in Chains 1995 року.

## Склад
- Вільям Дюваль — вокал, гітара
- Адам Стенджер — бас
- Беван Девіс — ударні, перкусія

### Колишні учасники
- Ніко Константін — гітара (1999-2001)

### Концертні музиканти
- Браян Хантер — ударні (2003)

## Дискографія

### Студійні альбоми
- 2000 — Comes with the Fall
- 2001 — The Year Is One
- 2007 — Beyond the Last Light

### Міні-альбоми
- 2006 — The Reckoning

### Концертні альбоми
- 2002 — Live 2002